# English Electric
English Electric, também conhecida pela abreviação EE, foi um fabricante industrial britânico. Fundada em 1918, sua produção inicial consistia em motores elétricos e transformadores. Através dos anos, suas atividades se expandiram, incluindo equipamentos e locomotivas diesel-elétricas, turbinas a vapor, eletrodomésticos, mísseis guiados, aviões e computadores.
Embora apenas um punhado de aviões projetados foram produzidos com o nome English Electric, tornar-se-ia dois marcos em engenharia aeronáutica britânica, o Canberra e do Lightning. A English Electric Aircraft foi um dos membros fundadores da British Aircraft Corporation, em 1960, tendo suas outras operações industriais adquiridas pela General Electric Company, em 1968.